# Villaverla
Villaverla település Olaszországban, Veneto régióban, Vicenza megyében. Lakosainak száma 6034 fő (2023. január 1.). Villaverla Caldogno, Dueville, Isola Vicentina, Malo, Sarcedo, Thiene és Montecchio Precalcino községekkel határos.

## Népesség
A település népességének változása:
| Lakosok száma | 6161 | 6138 | 6034 |
|               | 2017 | 2018 | 2023 |